# Ariah Park
Ariah Park is een plaats in de Australische deelstaat New South Wales en telt 689 inwoners (2011).